# Pohronská pahorkatina
 Pohronská pahorkatina  (také Hronská pahorkatina) je orografický (horopisný) útvar na jihozápadním Slovensku, podcelek Podunajské nížiny. Rozkládá se západně od dolního toku řeky Hron, na severozápadě sousedí s Požitavskou pahorkatinou, na severu s Pohronským Inovcem a na jihu s Podunajskou rovinou. Pahorkatina je odvodňovaná ve východní části přítoky řeky Hron, v západní části přítoky řeky Žitavy. Z půd převažuje hnědozem na sprašovém podkladu.
Mírně zvlněný terén je vhodný pro zemědělství, většina plochy je obdělávaná (pěstování obilí, kukuřice, slunečnice, zeleniny, řepky, vinné révy, menší část pokryta listnatými lesy, v nichž převažuje dub a akát.

## Významnější obce
- Hronský Beňadik – na severním okraji, gotický klášter s kostelem
- Podhájska – na západním okraji, termální lázně
- Mochovce – bývalá obec, na jejímž místě stojí jaderná elektrárna